# Fernando Villalonga Campos
Fernando Villalonga Campos (València, 15 de gener de 1960) és un polític valencià, descendent d'Ignasi Villalonga, diputat al Congrés dels Diputats en la VII Legislatura i conseller de la Generalitat Valenciana.
Llicenciat en Dret en la Universitat de València, on fou alumne de Carme Alborch Bataller, i diplomàtic de carrera, és cosí de Juan Villalonga. És militant del Partit Popular des del 1992, fou director de l'Institut de Cooperació Iberoamericana (ICI) a Buenos Aires (1992-1995). El 1995 fou nomenat per Eduardo Zaplana Conseller d'Educació i Cultura de la Generalitat Valenciana. El 1996 fou nomenat Secretari d'Estat per a la Cooperació Internacional i per a Iberoamèrica. Diputat per la província d'Alacant a les eleccions generals espanyoles de 2000, fou nomenat president de la Fundació Telefónica i dimití el 2001 i fou substituït José Ramón Calpe Saera. El 2008 fou nomenat cònsol general a Nova York.